# Hemitriccus nidipendulus
Hemitriccus nidipendulus е вид птица от семейство Tyrannidae.

## Разпространение
Видът е разпространен в Бразилия.